# Cristina Losantos
Cristina Losantos Sistach (Barcelona, 1960) és una il·lustradora catalana, llicenciada en belles Arts per la Universitat de Barcelona. El 1998 va guanyar el Segon Premio Nacional de Ilustración del Ministerio de Cultura d'España pel seu llibre El Flautista d'Hamelín i, el 2007, el Primer Premi d'Humor Gràfic Esportiu de la Fundació Catalana d'Esports.
Va començar la seva activitat com a il·lustradora professional l'any 1985, després de diversos anys dedicats a la docència. Ha treballat per a nombroses publicacions catalanes, espanyoles i europees, però destaquen les seves col·laboracions continuades al diari Avui i a les revistes infantils i juvenils Cavall Fort i El Tatano. En esta darrera, publica les aventures de Rita Pinyada.
Ha participat en nombroses exposicions individuals i col·lectives, entre les quals destaca la que va protagonitzar a la Sala Rovira de Barcelona a l'octubre de 2007.

## Llibres publicats
A la base de dades de l'Agencia Española del ISBN consten més de 170 llibres publicats amb il·lustracions de Cristina Losantos
- La llegenda de Sant Jordi. Text de Màrius Serra. Estrella Polar. 2016.
- …i ara què ve?. Text de Mercè Anguera. La Galera. 2005.
- Els somnis de l'Aurèlia. Text d'Eduard Màrquez. Cruïlla. 2003.
- Ton i Guida. Text dels germans Grimm. La Galera. 2000.
- El flautista d'Hamelín. Text de Jaume Cela. La Galera. 1997.

## Premis
- 1998 Segon Premio Nacional de Ilustración del Ministeri de Cultura d'Espanya per El flautista d'Hamelín.
- 2007 Primer Premi d'Humor Gràfic Esportiu de la Fundació Catalana d'Esports.